# Dunlop Cry Baby

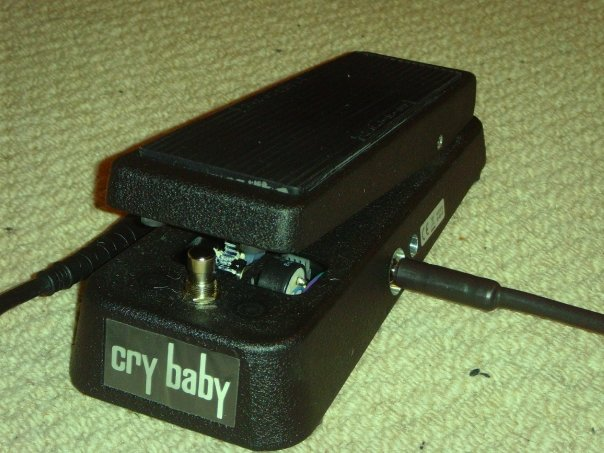
El Original Cry Baby Wah GCB95

El Cry Baby (también conocido como Crybaby) es un pedal wah-wah muy popular, fabricado por Jim Dunlop. Es el pedal para guitarra más vendido de todos los tiempos. El nombre de Crybaby era del pedal original del que se copió, el Thomas Organ/Vox Cry Baby wah-wah. Thomas Organ/Vox no pudo registrar el nombre como marca dejando abierta la posibilidad para Dunlop. 
Llamado simplemente "Cry Baby", ha sido utilizado por muchos guitarristas de renombre, lo que contribuyó en gran medida a su éxito. En el caso del guitarrista Jimi Hendrix, la grabación de Voodoo Child (Slight Return), significó para muchos el himno impulsor del pedal wah-wah.
Existen diferentes modelos de Cry Baby. Sin embargo, el modelo predominante es sin duda el "GCB-95", considerado como el modelo original y también el menos costoso de todos. Existen muchos otros modelos, incluidos los modelos Signature como "Cry Baby ZW-45 Zakk Wylde Signature" o "Cry Baby JH-1FW Jimi Hendrix Fuzz Wah".